# Казе ди Тераја (Перуђа)
Казе ди Тераја је насеље у Италији у округу Перуђа, региону Умбрија.
Према процени из 2011. у насељу је живело 42 становника. Насеље се налази на надморској висини од 268 м.